# Gimnazija, elektro in pomorska šola Piran
Gimnazija, elektro in pomorska šola Piran – GEPŠ Piran (it. Ginnasio e Istituto nautico e elettronica Pirano – GINE Pirano) je srednja šola s sedežem v Piranu. Nastala je 2. januarja 2013 z združitvijo Pomorskega in tehniškega izobraževalnega centra Portorož z Gimnazijo Piran.
GEPŠ Piran je s Pomorsko šolo dobil upravljanje Akvarija Piran, česar pa leta 2021 finančno ni bil več zmožen. Zaradi tega ga je šolsko ministrstvo predalo v upravljanje Univerzi na Primorskem.

## Organi šole
- Ravnatelj: Borut Butinar

- Svet šole (4-letni mandat; predsednica: Geraldina Gržinič)

Sestavljajo ga trije predstavniki ustanovitelja, pet predstavnikov delavcev šole, dva predstavnika dijakov in trije predstavniki sveta staršev.
- Strokovni organi: učiteljski zbor, programski učiteljski zbor, oddelčni učiteljski zbor, razredniki in strokovni aktivi.

- Svet staršev

## Dijaški dom in hostel Portorož
Dijaški dom v Portorožu med letom nudi namestitev dijakom in študentom, od julija do konca septembra pa počitnikarjem. Prenovljen je bil leta 2016.